# Erdgasleck in der Nordsee

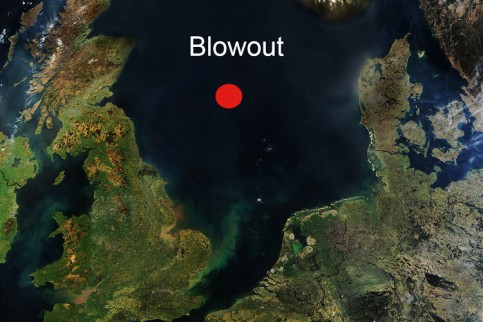
Lage des Erdgaslecks in der Nordsee

Das Erdgasleck in der Nordsee ist eine 1990 bei Prospektionsarbeiten von Mobil Oil entstandene Austrittsstelle von fossilem Methan vor der Küste Schottlands. Man geht davon aus, dass jährlich etwa 300.000 Tonnen Methan ins Meer gelangen.

## Hergang
Im Jahr 1990 bohrte die schwedische Stena Drilling Company im Auftrag von Mobil North Sea (heute ExxonMobil) unter der Nordsee 140 Kilometer vor der schottischen Küste nach Erdöl. Am 21. November traf die Bohrplattform High Seas Driller jedoch in rund 400 Metern Tiefe auf Gas statt auf Öl. Dabei kam es zu einem unkontrollierten Ausbruch (Blowout), wodurch ein rund 15 Meter großer Krater am Meeresboden entstand. Eine Forschungsfahrt des Helmholtz-Zentrums für Ozeanforschung Kiel (GEOMAR) im Jahre 1994 zeigte sehr hohe Methankonzentrationen an der Meeresoberfläche nahe dem Blowout. Bei einer weiteren Forschungsfahrt von GEOMAR im Jahr 2005 gelang der Nachweis von anhaltenden Gasaustritten aus dem Krater bis an die Oberfläche. Dabei wurde der Krater erneut vermessen und zeigt nun einen Durchmesser von 60 Metern bei einer Tiefe von ca. 20 Metern. Eine Tauchfahrt mit dem bemannten Tauchboot Jago lieferte im Folgejahr 2006 Bilder aus dem Krater. An mehreren Stellen treten große Mengen Methan aus, Schätzungen zufolge 1000 Liter pro Sekunde. Ein großer Teil davon löst sich im Meerwasser.

## Folgen
Etwa ein Drittel des freigesetzten Gasvolumens erreicht die Meeresoberfläche in Form von Blasen. Die Stelle ist deswegen auf Seekarten als Gefahrengebiet markiert. Die durch das aufsteigende Gas erzeugten Strömungen sind so stark, dass Schiffe und U-Boote in direkter Nähe nur schwer ihre Position halten können.
Das im Meer verbleibende Methan wird zumeist als meeresökologisch unbedenklich betrachtet; es dient unter anderem Bakterien als Energiequelle, die von Muscheln als Nahrung genutzt werden. Andere Quellen gehen dagegen zumindest von „Erstickungswirkungen“ aus.
Erst in jüngerer Zeit stieg das Bewusstsein dafür, dass die Freisetzung des Methans in die Atmosphäre eine nennenswerte Klimabelastung darstellt, da Methan 20- bis 30-mal klimawirksamer als Kohlendioxid ist. Das GEOMAR widmet sich  aktiv der Erforschung des Methanlecks. Das britische Ministerium für Energie und Klimaschutz hatte seine Untersuchungen hingegen schon Ende der 1990er-Jahre eingestellt. Das Bohrloch wurde laut Mobil North Sea mittlerweile „an die britische Regierung zurückgegeben“.
In den Emissionshandel wird das Leck nicht einbezogen, weil dieser nur Treibhausgase aus Industrieanlagen und Kraftwerken berücksichtigt.

## Problemlösung
Nach Angaben der deutschen Bundesregierung aus dem Jahr 2010 ist vorerst nicht mit einer deutschen oder europäischen Initiative in dieser Frage zu rechnen.